# Eritema induratum
Eritema Induratum, Doença de Bazin ou tuberculose cutânea indurativa é uma condição rara caracterizada por nódulos e placas dolorosas e ulcerações firmes, violetas, sensíveis a temperatura e pressão, frequentemente associado ao bacilo da tuberculose ou aos vírus de hepatites. Predomina em pessoas do sexo feminino (4:1 em relação ao sexo masculino), é mais comum em adolescentes e mulheres próximas da menopausa e aparece geralmente na perna. Pode reaparecer com o clima frio.

## Classificação
O termo Doença de Bazin ou Eritema Induratum de Bazin foi dado em homenagem a Pierre-Antoine-Ernest Bazin e sempre está associado a tuberculose. Vasculite nodular ou eritema induratum de Whitfield atualmente se refere ao eritema induratum não relacionado à tuberculose.

## Causas
Além da tuberculose (tipo Bazin) pode ser causado por Nocardia, Pseudomonas spp., Fusarium spp., hepatite C ou hepatite B. Em associação com a tuberculose é mais comum na Índia, Hong Kong e África do Sul. Ocorre por reação de hipersensibilidade tardia dos linfócitos T à tuberculina ou outro antígeno.

## Tratamento
Quando associada a tuberculose, o tratamento da TB costuma ser suficiente e eventualmente os eritemas desaparecem. Quando associado a outra batéria o tratamento dependerá de qual antibiótico é mais eficiente contra essa bactéria. Descanso é recomendado. Esteroides devem ser usados com cautela. Quando não tratado pode demorar meses ou anos para desaparecer e deixa manchas e cicatrizes permanentes.